# Mikhaïl Iline (hockey sur glace)
Pour les articles homonymes, voir Mikhaïl Iline et Iline.
Mikhaïl Ievguenievitch Iline - en russe : Михаил Евгеньевич Ильин et en anglais : Mikhail Ilyin - (né le 15 février 2005 à Tcherepovets) est un joueur professionnel russe de hockey sur glace. Il évolue au poste d'attaquant.

## Biographie
Formé au Severstal Tcherepovets, il commence sa carrière en junior avec l'Almaz dans la MHL lors de la saison 2021-2022. Le 12 septembre 2022, il joue son premier match dans la KHL avec le Severstal face au SKA Saint-Pétersbourg. Il est choisi au 5e tour, en 142e position, par les Penguins de Pittsburgh lors du repêchage d'entrée dans la LNH 2023.

## Statistiques

### En club
| Saison    | Équipe                  | Ligue |    | Saison régulière | Saison régulière | Saison régulière | Saison régulière | Saison régulière |   | Séries éliminatoires | Séries éliminatoires | Séries éliminatoires | Séries éliminatoires | Séries éliminatoires |
| Saison    | Équipe                  | Ligue | PJ | B                | A                | Pts              | Pun              | PJ               | B | A                    | Pts                  | Pun                  |                      |                      |
| 2021-2022 | Almaz                   | MHL   | 25 | 4                | 6                | 10               | 2                | 2                | 0 | 0                    | 0                    | 0                    |                      |                      |
| 2021-2022 | Metallourg Tcherepovets | NMHL  | 10 | 4                | 3                | 7                | 2                | 6                | 2 | 3                    | 5                    | 2                    |                      |                      |
| 2022-2023 | Almaz                   | MHL   | 28 | 4                | 22               | 26               | 10               | 1                | 0 | 1                    | 1                    | 0                    |                      |                      |
| 2022-2023 | Severstal Tcherepovets  | KHL   | 21 | 0                | 2                | 2                | 2                | -                | - | -                    | -                    | -                    |                      |                      |
| 2023-2024 | Severstal Tcherepovets  | KHL   | 65 | 12               | 17               | 29               | 20               | 5                | 0 | 4                    | 4                    | 2                    |                      |                      |
| 2024-2025 | Severstal Tcherepovets  | KHL   | 64 | 7                | 23               | 30               | 14               | 5                | 0 | 1                    | 1                    | 4                    |                      |                      |
| 2024-2025 | Almaz                   | MHL   | 2  | 0                | 4                | 4                | 2                | -                | - | -                    | -                    | -                    |                      |                      |